# 구리야마정
구리야마정(일본어: 栗山町)은 일본 홋카이도 소라치 종합진흥국 관내 남부에 있는 정이다.
이름의 유래는 아이누어의 ‘얌니우시’(ヤムニウシ)로, ‘얌니·소’(ヤムニ・ウシ, 밤나무가 많은 곳)의 의역이라고 한다. 옛 이름 가쿠타(角田)는 개척자의 출신지인 센다이번 가쿠타에 빼앗겼다.

## 지리
소라치 종합진흥국 관내 남부에 위치한다. 서부는 평지이고 동부는 유바리 산지에 속하는 산지를 이룬다.

### 인접한 자치체
- 소라치 종합진흥국
  - 이와미자와시, 유바리시, 나가누마정, 유니정

## 역사
- 1902년 - 2급 정촌제를 시행해 유바리군 가쿠타촌(角田村)이 되었다.
- 1907년 - 1급 정촌제를 시행했다.
- 1949년 - 정으로 승격 및 개칭해 구리야마정이 되었다.

## 교통

### 철도
- 홋카이도 여객철도
  - 무로란 본선
  - 세키쇼선

### 도로
- 국도 234호선(일본어판)
- 국도 274호선